# ナコンラチャシマ銃乱射立てこもり事件
ナコンラチャシマ銃乱射立てこもり事件（ナコンラチャシマじゅうらんしゃたてこもりじけん）は、2020年2月8日にタイ・東北部に位置するナコンラチャシマ県ナコンラチャシマ市で発生した、現役軍人による銃乱射立てこもり事件である。

## 概要
2020年2月8日夕方、ナコンラチャシマ市の住宅においてタイ陸軍曹長の男が、上官である陸軍大佐とその義母を射殺した。さらに同市内にある陸軍基地に向かい、銃撃により兵士3人を死傷させた上に、銃器や車両などを奪って逃走した。
武装した男はその後、市内のショッピングセンター付近に移動すると、買い物客らに自動小銃を向けて乱射し多数を死傷させ、施設内に立てこもった。軍などの当局が、男の出身地である隣県のチャイヤプーム県から母親を呼び寄せるも、男はうつ状態に陥っており、性格も極めて短気なため、母親は「自分が話しても無駄だろう」と語ったことから説得を諦めたという。
事件発生から半日以上が経過した翌9日朝、男は治安部隊の突入によって射殺された。男を含む30人が死亡、58人の負傷者を出す大惨事となった。
事件後の2月11日に行われた記者会見では、陸軍司令官のアピラット・コンソムポン大将は、男が「上官とその親族からひどい扱いを受けていたこと」や、事件の背景に民間との協働による不健全なプロジェクトがあったのを認めた上で、軍よりも自身の不祥事であると訴えながら謝罪した。